# مناعة اجتماعية
المناعة الاجتماعية هي أي مناعة ضد الطفيليات شنت لصالح الأفراد بخلاف الفاعل. بالنسبة الطفيليات، فإن الاتصال الدائم، الكثافة السكانية العالية وانخفاض التنوع الجيني يجعل التجمعات من الكائنات الحية هدف واعد الإصابة: وقد أدى هذا التطور التعاوني لمكافحة الطفيليات لآليات تمنع إنشاء والحد من الضرر من الأمراض بين أعضاء المجموعة. تترواح آليات المناعة الاجتماعية  من الوقاية، مثل دفن الخنافس وتلطيخ الجثث بمضادات الميكروبات أو النمل الأبيض و تبخير أعشاشها بالنفثالينإلى نشطة الدفاعات ينظر في حبس الطفيلية الخنافس من قبل نحل العسل أو مصغرة السفر leafcutter النمل التي تسافر على أكبر إجازات العامل لمحاربة شبيه الطفيلي الذباب. في حين أن العديد من اجتماعية محددة الآليات المناعية قد درست في عزلة نسبية (مثل «الجماعية الدواء» من الخشب النمل)، لم يكن حتى سيلفيا كريمر et al. 2007 ورقة الاجتماعي «الحصانة» هذا الموضوع بجدية. التجريبية والنظرية العمل في الحصانة الاجتماعية لا تزال تكشف ليس فقط آليات جديدة للحماية ولكن أيضا الآثار المترتبة على فهم تطور المجموعة المعيشة وتعدد الأزواج.

## تعريف
حددت سيلفيا كريمر الحصانة الاجتماعية في بحثها البيولوجي الأساسي 2007 باعتبارها «السلوك الجماعي أو السلوكيات الغيرية للأفراد المصابين الذين يفيدون المستعمرة». وضعت إطارًا مفاهيميًا للموضوع باستخدام أمثلة من الرئيسيات والحشرات الاجتماعية. ركز تعريف كريمر على الفوائد الجماعية للسلوكيات واعتمد من قبل علماء سلوك سلوكيين آخرين (مثل ويلسون ريتش 2009 ) عندما وصف الظواهر المناعية التي كانت متوقفة على عمل العديد من الأفراد. واصلت كريمر تطوير سلسلة من المقارنات بين أنظمة المناعة الشخصية والاجتماعية - وأوضحت أن تعريفها للحصانة الاجتماعية يشمل «طبيعة هذه الدفاعات التي لا يمكن تنفيذها بشكل فعال من قبل أفراد فرديين، ولكن تعتمد بشكل صارم على التعاون بين على الأقل شخصين». ومع ذلك، في عام 2010، اقترحت شينا كوتر وريبيكا كيلنر توسيع تعريف المناعة الاجتماعية إلى «أي نوع من الاستجابة المناعية التي تم اختيارها لزيادة لياقة الفرد المتحدي»، وأوصت بأن الظاهرة الموصوفة بواسطة كريمر تعرف بالحصانة الجماعية. يضع هذا التعريف أهمية على أصل تطور السلوكيات وليس على دورها الوظيفي في الوقت الحاضر؛ وأوضح كوتر وكيلنر أن تعريفهم الأوسع يشمل السلوكيات المناعية في كل من عائلات الحيوانات والميكروبات الاجتماعية، وكذلك الحالات التي توجد فيها مناعة القطيع بسبب الاستثمار في الحصانة الشخصية، معتبرة أن هذا يسمح بإجراء تحقيقات في تطور المناعة الاجتماعية ليكون لها «. قدر أكبر من العمق من غير الممكن». كما اقترحوا أن ينظر إلى تطور المناعة الاجتماعية باعتبارها واحدة من التحولات الرئيسية في التطور.  اقترح جول مونير إعادة تعريف أخرى في بحثه لعام 2015 حول دور المناعة الاجتماعية في تطور معيشة المجموعة، مما يوحي بأن تعريف كوتر وكلينريمكن أن يشمل بشكل مثير للقلق الدفاع المناعي الذي ينشأ ليس بسبب الحياة الاجتماعية ولكن بسبب الموقع المشترك؛ يعرّف ميونيير نظام المناعة الاجتماعي بأنه «أي آلية جماعية وشخصية ظهرت و / أو تم الحفاظ عليها على الأقل جزئياً بسبب مكافحة الطفيليات الذي يوفره أعضاء المجموعة الآخرين». 

## مكونات المناعة الاجتماعية في مجتمعات الحشرات

### نظافة العش
طورت الحشرات الاجتماعية مجموعة من السلوكيات الصحية للحفاظ على نظافة أعشاشها، مما يقلل من احتمال إنشاء الطفيل وانتشاره داخل المستعمرة. [88] يمكن استخدام هذه السلوكيات إما بشكل وقائي، أو بنشاط، علي حسب الطلب. على سبيل المثال، يمكن للحشرات الاجتماعية دمج مواد ذات خصائص مضادة للميكروبات في العش، مثل راتنجات الصنوبريات،  أو حبيبات البراز التي تحتوي على مضادات الميكروبات. هذه المواد تقلل من نمو وكثافة العديد من البكتيريا والفطريات الضارة. يمكن أيضا أن تكون المواد المضادة للميكروبات ذاتية الإنتاج. وقد تبين أن الإفرازات من الغدد تحت الأدمة من النمل والمكونات الكيميائية المتطايرة التي ينتجها النمل الأبيض تمنع إنبات الفطر نموه. عنصر آخر مهم في صحة الأعشاش هو إدارة النفايات، والذي يتضمن الفصل المكاني الدقيق لمناطق العش النظيفة ومقالب النفايات. غالباً ما تقوم مستعمرات الحشرات الاجتماعية بإيداع نفاياتها خارج العش، أو في حجرات خاصة، بما في ذلك غرف النفايات الخاصة بفضلات الطعام «المراحيض» للتغوط  و «المقابر»، حيث يتم دفن الموتى، مما يقلل من احتمال انتقال الطفيل من جثث مصابة محتملة. ويمثل المكان الذي تضع فيه الحشرات الاجتماعية نفاياتها مهمة أيضًا. على سبيل المثال، يودع النمل التي تعيش في ظروف غير طبيعية نفاياتها خارج العش، بينما تميل الأنواع التي تعيش في المناطق المدارية إلى الاحتفاظ بها في غرف خاصة داخل العش. وقد اقترح أن هذا الاختلاف مرتبط باحتمالية أن البيئة الخارجية تقلل أو تعزز نمو الميكروبات. بالنسبة إلى النمل المعيشي، يؤدي وضع النفايات في الخارج إلى منع المواد المعدية، لأن الميكروبات تقتل عادةً في ظروف حارة وجافة. من ناحية أخرى، فإن وضع النفايات في بيئات دافئة ورطبة سيعزز نمو الميكروبات وانتقال المرض، لذلك قد يكون أكثر أمانًا للنمل الذين يعيشون في المناطق المدارية لاحتواء نفاياتهم داخل العش. يتم تنفيذ هذه «الحمى الاجتماعية» قبل التعبير عن أعراض المرض ويمكن بالتالي النظر إليها كإجراء وقائي لتجنب تفشي المرض في المستعمرة.

### الرعاية الصحية لأعضاء المجموعة
الرعاية الصحية تقلل من خطر العدوى لأفراد المجموعة ويمكن أن تبطئ مجرى المرض. على سبيل المثال، الاستمالة هي خط الدفاع الأول ضد مسببات الأمراض المصابة خارجياً مثل الفطريات الممرضة للحشرات، والتي يمكن إزالة زكامتها المعدية ميكانيكيًا من خلال الاستمالة الذاتية (الاستمالة الاجتماعية) لمنع العدوى. وبما أن هذه الفطريات لا ترتبط إلا بقشرة المضيف،  فإن الاستمالة يمكن أن تقلل بشكل كبير من المراحل المعدية. على الرغم من أن الاستمالة تتم في كثير من الأحيان في غياب العامل الممرض، إلا أنها استجابة تكيفية، مع زيادة كل من تكرار ومدة الاستمالة (الذات والسبب) عندما يحدث التعرض لمسببات الأمراض. في العديد من أنواع الحشرات الاجتماعية، يتبين أن تنقية العمال الملوثين تحسن بشكل كبير من البقاء على قيد الحياة، مقارنة بالعاملين الأحاديين الذين لا يستطيعون سوى التسيير الذاتي.